# استوارت هاستون

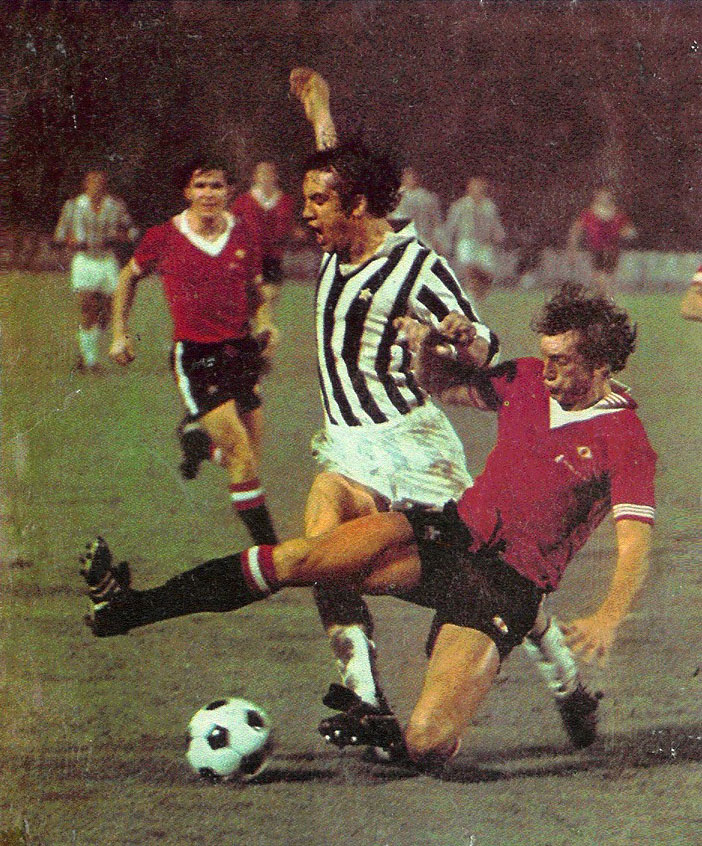
استوارت هاستون با لباس قرمز در حال تکل

 استوارت هاستون  (به انگلیسی: Stewart Houston) (زاده ۲۲ آگوست ۱۹۴۹ - دانون) بازیکن سابق و مربی فوتبال اهل اسکاتلند است. وی سابقه بازی در تیم‌های چلسی و منچستر یونایتد و مربی‌گری در باشگاه آرسنال را دارد.